# Ruta Estatal de California 1
La Ruta Estatal 1, a menudo llamada en español como la Carretera 1, es una carretera estatal que pasa a lo largo de la costa del Pacífico del estado de California. Es famosa por tener una de las mejores costas en el mundo, por lo que se le designó como una carretera All-American Road.
En el Sur de California, la Legislatura de California designó el segmento entre la Interestatal 5 en Dana Point y la Ruta Federal 101 cerca de Oxnard como una Pacific Coast Highway (comúnmente referida como PCH); entre la Ruta Federal 101 en la Unión Las Cruces (8 millas al sur de Buellton) y la Ruta Federal 101 en Pismo Beach y entre la Ruta Federal 101 en San Luis Obispo y la Ruta Federal 101 en San Francisco, la Legislatura Estatal designó la Ruta Estatal 1 como Cabrillo Highway; y entre Manzanita Junction cerca de la Ciudad de Marin y la Ruta Federal 101 en Leggett, la legislatura designó la Ruta 1 como Shoreline Highway. Sin embargo, después de que nombraran la ruta como Pacific Coast Highway, Cabrillo Highway, y Shoreline Highway, la legislatura le dio nuevos nombres a varios segmentos de la Ruta 1 descritas en la Sección de Leyes del Estado. Además, algunos segmentos se le ha dado distintos nombres por los gobiernos locales.
Esta ruta es parte del Sistema de Autovías y Vías Expresas de California y es eligible para el Sistema Estatal de Carreteras Escénicas, que limita el desarrollo en las inmediaciones de la autopista.